# Stanisław Piro
Stanisław Piro (ur. 7 sierpnia 1892 we Lwowie, zm. 15 października 1956 w Łodzi) – major artylerii Wojska Polskiego.

## Życiorys
Urodził się 7 sierpnia 1892 we Lwowie, w rodzinie Mieczysława i Julii. Był młodszym bratem Karola (1890–1973), kapitana lekarza Wojska Polskiego, specjalisty medycyny sądowej.
W czasie wojny z bolszewikami dowodził 4 baterią 18 pułku artylerii polowej. 25 września 1920 wybrał stanowisko ogniowe w tyralierze piechoty, w odległości 200 metrów od okopów piechoty sowieckiej i celnym ogniem baterii umożliwił 144 pułkowi piechoty opanować nieprzyjacielskie okopy pod Lubiążem oraz wieś Szłapan.
19 stycznia 1921 roku został zatwierdzony z dniem 1 kwietnia 1920 roku w stopniu porucznika, w artylerii, w grupie oficerów byłej armii austro-węgierskiej. 3 maja 1922 roku został zweryfikowany w stopniu porucznika ze starszeństwem z dniem 1 czerwca 1919 roku i 26. lokatą w korpusie oficerów artylerii, a jego oddziałem macierzystym był nadal 18 pułk artylerii polowej. W latach 1923–1928 pełnił służbę w 28 pułku artylerii polowej w Zajezierzu k. Dęblina. 31 marca 1924 roku został mianowany kapitanem ze starszeństwem z dniem 1 lipca 1923 roku i 20. lokatą w korpusie oficerów artylerii. Następnie pełnił służbę w dywizjonie manewrowym artylerii w Rembertowie, który 31 grudnia 1930 roku został przeformowany w 32 dywizjon artylerii lekkiej. Z dniem 8 kwietnia 1931 roku został przydzielony na pięcioipółmiesięczny kurs doskonalący oficerów artylerii w Toruniu. 17 grudnia 1931 roku został mianowany majorem ze starszeństwem z dniem 1 stycznia 1932 roku i 1. lokatą w korpusie oficerów artylerii. 23 marca 1932 roku został przeniesiony do 19 pułku artylerii lekkiej w Nowej Wilejce na stanowisko dowódcy I dywizjonu. W tym oddziale pełnił służbę do 22 stycznia 1938 roku, po czym został przeniesiony do 26 pułku artylerii lekkiej w Skierniewicach na stanowisko dowódcy II dywizjonu. W marcu 1939 roku przeprowadził mobilizację dywizjonu.
Na czele tego pododdziału walczył w kampanii wrześniowej 1939 roku. Uczestniczył w obronie Sochaczewa. W czasie walk dostał się do niemieckiej niewoli. Przebywał w Oflagu IV A Hohnstein (numer jeniecki 48528) .
Zmarł 15 października 1956 w Łodzi. Pochowany na cmentarzu Doły w Łodzi.
Był żonaty z Bronisławą z d. Sas Obertyńską, z którą miał córkę Halinę po mężu Szujecką i syna Stanisława, członka Szarych Szeregów, żołnierza AK.

## Ordery i odznaczenia
- Krzyż Srebrny Orderu Wojennego Virtuti Militari (dwukrotnie: 17 maja 1921[19][20], za kampanię wrześniową[21])
- Medal Pamiątkowy za Wojnę 1918–1921
- Medal Dziesięciolecia Odzyskanej Niepodległości